# Saint-Sauveur-Marville
Saint-Sauveur-Marville es una población y comuna francesa, en la región de  Centro, departamento de Eure y Loir, en el distrito de Dreux y cantón de Châteauneuf-en-Thymerais.

## Historia
La recaudación de impuestos de Levasville se distribuyó en 2 parroquias: Saint-Martin de Levasville y Saint-Sauveur. Contaba por separado con los roles de tamaños de 1720 y con los roles de gabelle en el ático de Dreux, mientras que Levasville dependía del ático de Chartres, la parroquia Saint-Sauveur parece haber sido una recaudación de impuestos independiente en el siglo XVIII.
Para la formación del departamento de Eure-et-Loir en enero de 1790, las parroquias de Saint-Sauveur y Levasville se unieron para formar la comuna de Levasville-Saint-Sauveur.
La reunión de Marville-les-Bois con Saint-Sauveur-Levasville se lleva a cabo mediante el decreto prefectural del 4 de diciembre de 1972, bajo el nombre de Saint-Sauveur-Marville.
- 2003: entrada en la comunidad de comunas de Thymerais.
- 2014: integración en la Comunidad de Aglomeración de Pays de Dreux.

## Cultura local y patrimonio

### Lugares y monumentos
Iglesia de Saint-Sauveur
Los paneles del siglo XVI, con la inscripción de 1566, que decora la bóveda de la capilla de la Virgen, de la iglesia Saint-Sauveur, están inscritos en el inventario suplementario de los Monumentos Históricos: decreto del 27 de enero de 1928.

Jaglu Manor
Existe una mansión adjunta a una granja al norte de Chateauneuf en el bosque en el territorio de la comuna de Saint-Sauveur-Marville, no lejos de los pueblos de Saint-Jean-de-Rebervilliers y Bigeonette.
Propiedad de Nicolas Marc Antoine Mathieu Portien, Marqués de Epinay Saint-Luc, señor de Boisville y Jaglu6, guillotinado el 21 de Prairial II (1793) Place de la Concorde, en París, la mansión fue parcialmente destruida durante la revolución y confiscación en beneficio de la Nación. La mansión, sin embargo, no se vendió como un activo nacional después de la rehabilitación del Marqués de Epinay poco después de Thermidor. Nacido el 10 de marzo de 1737 en L'Aigle, ingresó a los mosqueteros en 1756, fue entonces oficial principal en el Regimiento de Bresse, entonces teniente coronel del Regimiento de Champaña. Durante la exhumación realizada en el cementerio de la Madeleine en 1817, sus restos fueron transportados junto con los de otras víctimas del tribunal revolucionario, a la capilla expiatoria7. Uno de sus hijos lo hizo reconstruir a partir de 1844. La mansión ha conservado sus antiguas zanjas, el puente que las atraviesa y su puerta del siglo XVI.
Es accesible por un callejón que cruza el bosque. La leyenda dice que fue dibujado en una sola noche para dar la bienvenida a Luis XIV en la línea de la rue Émile-Vivier (D 928) desde Châteauneuf o el camino Jaglu desde Bigeonnette (comuna de St. Sauveur-Marville).

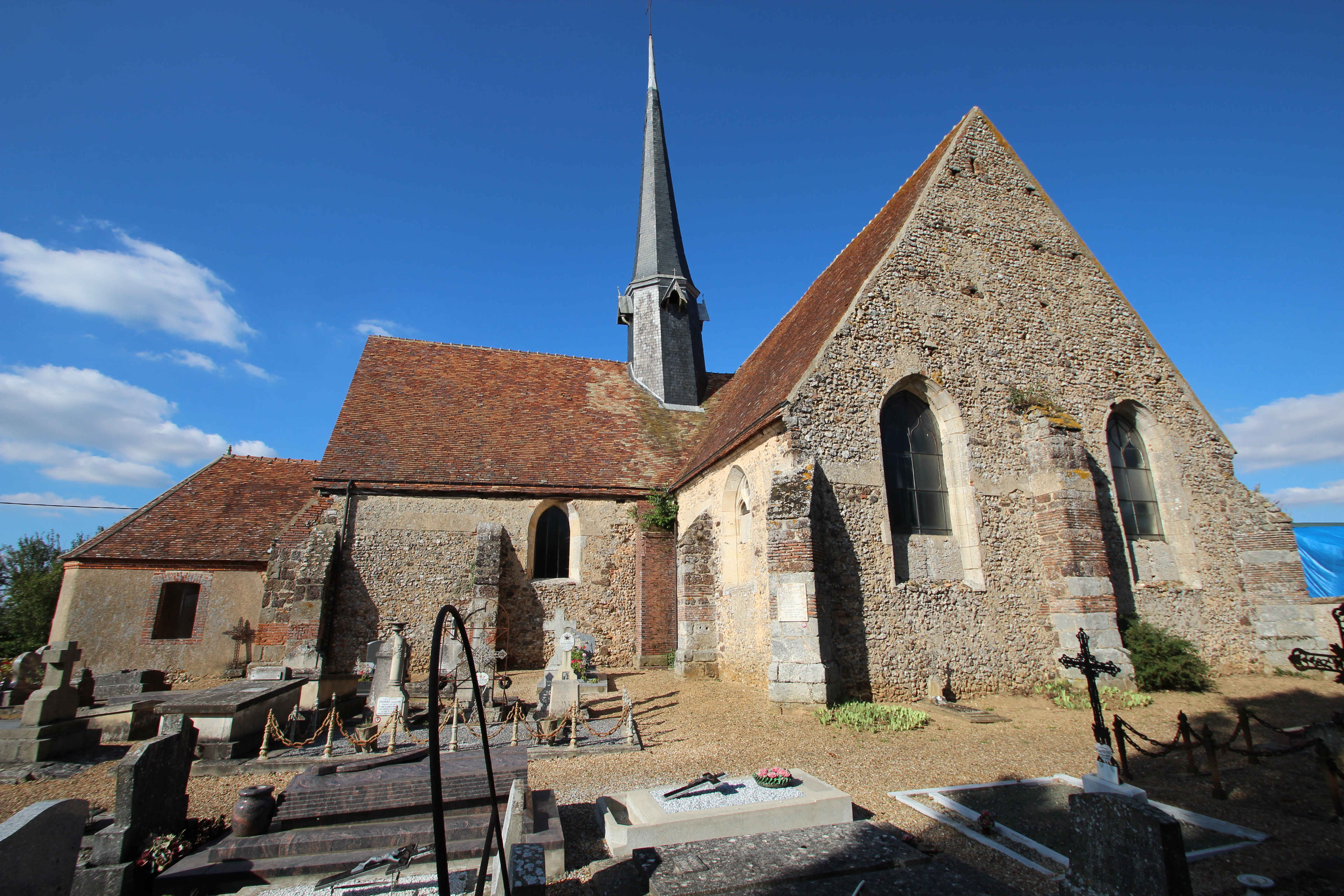
L'église Saint-Sauveur.

| 419 | 411 | 390 | 447 | 640 | 755 |
| Para los censos de 1962 a 1999 la población legal corresponde a la población sin duplicidades (Fuente: INSEE [Consultar]) |     |     |     |     |     |